# Paul Kottenkamp
Paul Kottenkamp (* 3. September 1883 in Bielefeld; † 19. Januar 1968 ebenda) war ein deutscher Maler und Grafiker des Expressionismus.

## Leben und Wirken
Paul Kottenkamp kam 1883 als Sohn eines Lehrers in Bielefeld zur Welt. Er hatte drei Geschwister und verbrachte seine Kindheit in einem kleinen, an der Mauerstraße (Nr. 56) gelegenen Fachwerkhaus, das sein Großvater erworben hatte. Da der Vater früh an einem Insektenstich verstarb, musste die Mutter die Kinder alleine durchbringen. Dennoch war es Kottenkamp möglich, das Gymnasium zu besuchen. Seine künstlerische Ausbildung erhielt Kottenkamp in Düsseldorf. Zunächst ging er an die dortige Kunstgewerbeschule, dann studierte er u. a. bei Julius Paul Junghanns an der Düsseldorfer Kunstakademie. Nach dem Studium lebt er eine Zeit lang in der Nähe von Worpswede. Später kehrte er in seine Heimatstadt zurück, wo er als Kunstlehrer tätig war. Neben der Malerei widmete sich Kottenkamp der Erforschung der Bielefelder Urgeschichte. Er schuf neben zahlreichen Stadtansichten Bielefelds, von denen er 15 im Verlag Ernst Rumpe publizierte, auch zahlreiche Zeichnungen von Industriebauten. Bei Letzteren dürfte es sich wohl um Auftragsarbeiten gehandelt haben. Zu Kottenkamps Repertoire gehören außerdem Blumen- und Tierbilder sowie Landschaftsdarstellungen. Kottenkamp gehörte wie August Böckstiegel der Künstlergemeinschaft „Rote Erde“ an.
In der Zeit des Nationalsozialismus war Kottenkamp Mitglied der Reichskammer der bildenden Künste. Für diese Zeit ist seine Teilnahme an 10 Ausstellungen sicher belegt, darunter 1936 in Essen „Westfront 1936. Freie Kunst im neuen Staate“, eine Ausstellung, die der nationalsozialistischen Ideologie nahestand.
1937 wurde im Rahmen der deutschlandweiten konzertierten Aktion „Entartete Kunst“ aus dem Städtischen Kunsthaus Bielefeld seine Druckgrafik Frau mit Kater, die nicht dem nazistischen Kunstkanon entsprach, beschlagnahmt und zerstört.
Zu Ehren des Künstlers wurde in Bielefeld ein Weg benannt.